# Uncaria gambir
Uncaria gambir là một loài thực vật có hoa trong họ Thiến thảo. Loài này được (Hunter) Roxb. miêu tả khoa học đầu tiên năm 1814. Vào thế kỷ XIX, các chất chiết xuất từ gambir được sản xuất nhiều tại Malaysia và Indonesia, được xem là một mặt hàng quan trọng trong thương mại bên cạnh hồ tiêu. Chất chiết xuất từ gambir được dùng để thuộc da, nhuộn và làm thuốc thảo dược. Người Ấn Độ đã phát minh ra paan, một loại bột nhão từ gambir, được cho là có thể giúp ngăn ngừa chướng khí; nó được xem là ứng dụng chống suy nhược cơ thể đầu tiên. Câu gambir được tìm thấy nhiều ở miền Nam Ấn Độ và Sri Lanka.

## Hình ảnh

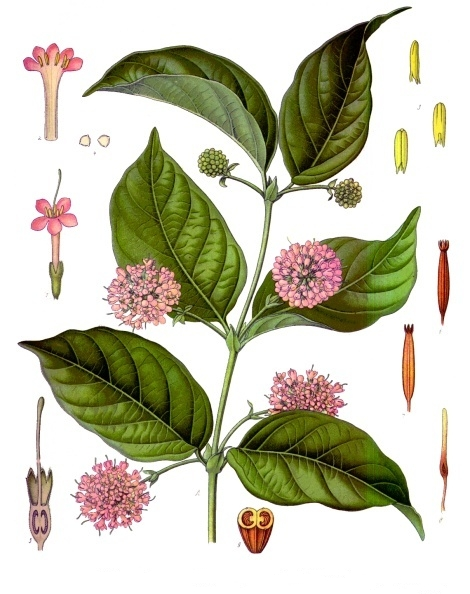
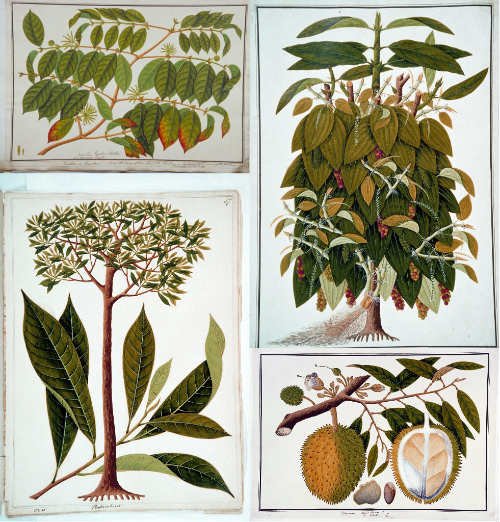
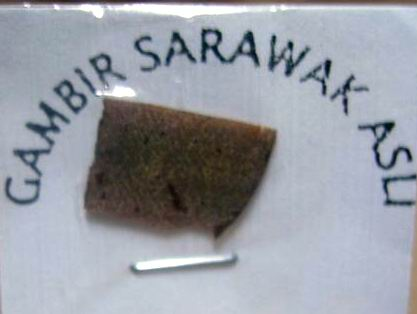